# Benedetto Piossasco di None
Giuseppe Maria Benedetto Piossasco de Rossi di None (Torino, 21 maggio 1741 – Torino, 3 febbraio 1822) è stato un generale italiano, insignito da re Vittorio Emanuele I del Collare dell'Ordine supremo della Santissima Annunziata e del titolo di Cavaliere di Gran Croce dell’Ordine dei Santi Maurizio e Lazzaro, venne poi nominato Gran Ciambellano del Re di Sardegna il 10 gennaio 1815.

## Biografia
Nacque a Torino il 21 maggio 1741, settimo di otto figli di Vittorio Amedeo Conte di Piossasco e di Marianna Ludovica Cacherano. Arruolatosi nell'Armata Sarda iniziò la sua carriera militare. Fu nominato Secondo scudiero e Gentiluomo di Bocca del Duca di Savoia con Lettere Patenti del 1 agosto 1768. Promosso maggiore del Reggimento di Cavalleria "Guardie del Corpo del Re" il 28 aprile 1781. Il 25 marzo 1793 fu nominato brigadiere di cavalleria, primo scudiere, Gentiluomo di camera e maggiore delle Guardie del corpo promosso maggior generale. Il 7 agosto 1793 divenne capitano in seconda della 2ª Compagnia delle Guardie del Corpo del Re, e il 14 dicembre 1796 è nominato capitano effettivo della 2ª Compagnia delle Guardie del Corpo del Re. Fu inviato straordinario del Regno di Sardegna presso la corte del Regno delle Due Sicilie a Napoli.
Dopo la restaurazione, il 24 luglio 1814 fu insignito da re Vittorio Emanuele I del Collare dell'Ordine supremo della Santissima Annunziata. Il 1 gennaio 1815 è promosso tenente generale di cavalleria, e il 10 dello stesso mese fu nominato Gran Ciambellano del Re di Sardegna. Morto a Torino il 3 febbraio 1822, la salma fu sepolta nella Certosa reale di Collegno.

### Annotazioni
1. ↑  Colonnello del Reggimento "Piemonte Reale Cavalleria", promosso poi a generale di battaglia, e governatore di Alba.

### Fonti
1. 1 2 3  Ilari, Shama 2008, p. 395.
2. 1 2 3 4 5  Lo Faso di Serradifalco 2016, p. 345.
3. 1 2  Adriani 1858, p. 526.
4. ↑   Raccolta per ordine di materie delle leggi, provvidenze, editti ..., Volume 1, 1818,  p. 153. URL consultato il 12 marzo 2021.